# 北民
北民（NordNat）是北歐曾经的一个民族主义政党协会，于1997年6月8日在瑞典马尔默成立，旨在团结北欧民族主义政党。该组织主要发起者为瑞典民主黨，彼时该党与芬兰爱国人民运动同为欧民（EuroNat）成员。各党派自称为“民族民主派”，并制定了旨在保护国家主权、环境、北欧文化、人民及反对大规模移民的宪章。根据欧洲委员会的一份报告，该组织中瑞典和芬兰的两党是“传统民族主义政党”，而挪威和丹麦的两党是“新纳粹团体”。该协会于1999年解散 。
该协会的四个成员政党是：
- 瑞典民主黨（SD）
- 祖国党（FLP）
- 丹麦民族党（丹麥語：Nationalpartiet Danmark）（NP）
- 爱国人民运动（芬蘭語：Isänmaallinen Kansanliike (1993)）（IKL）